# جوردي بينسون
جوردي بينسون (بالإنجليزية: Jodie Marie Marzorati )‏ (و. 1961  م) هي مغنية، وممثلة صوت، وموسيقية، وممثلة مسرحية أمريكية، ولدت في روكفورد,إلينوي، تستخدم آلات صوت بشري.

## التعليم
تعلمت في Millikin University ‏.

## جوائز وترشيحات
حصلت على جوائز منها:
- دزني ليجندز (اساطير دزني) (2011).[3]

ترشحت لـ:
- جائزة توني عن فئة أفضل ممثلة في مسرحية موسيقية  [لغات أخرى]‏ (1992).

## وصلات خارجية
- جوردي بينسون على موقع IMDb (الإنجليزية)
- جوردي بينسون على موقع ميتاكريتيك (الإنجليزية)
- جوردي بينسون على موقع روتن توميتوز (الإنجليزية)
- جوردي بينسون على موقع قاعدة بيانات الأفلام العربية
- جوردي بينسون على موقع ألو سيني (الفرنسية)
- جوردي بينسون على موقع ميوزك برينز (الإنجليزية)
- جوردي بينسون على موقع تيرنر كلاسيك موفيز (الإنجليزية)
- جوردي بينسون على موقع أول موفي (الإنجليزية)
- جوردي بينسون على موقع قاعدة بيانات برودواي على الإنترنت (الإنجليزية)
- جوردي بينسون على موقع قاعدة بيانات برودواي على الإنترنت (الإنجليزية)